# 스타킹

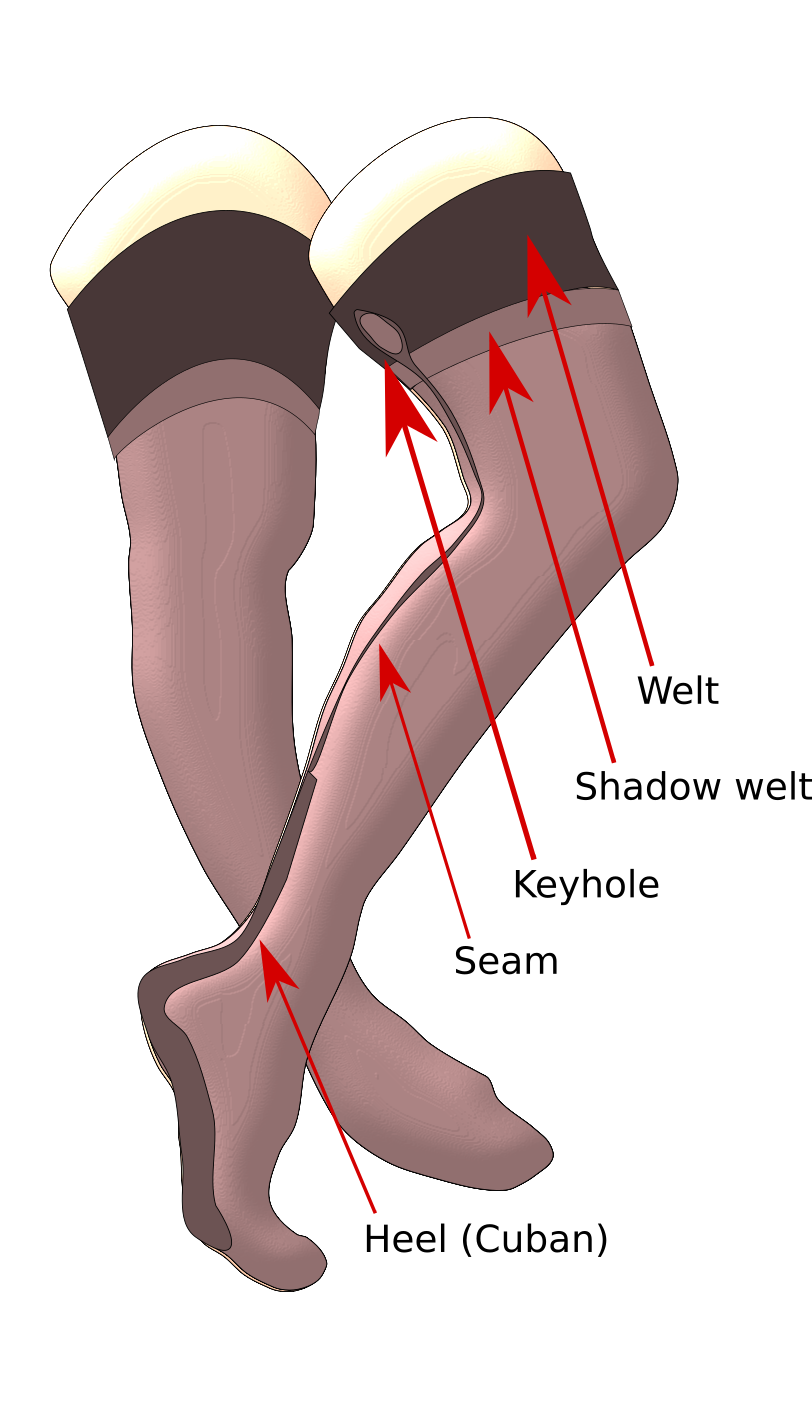
스타킹

스타킹(stocking, 문화어: 하루살이 양말)은 풋웨어의 일종으로, 착용 전엔 수축되어 있어서 신축하여 착용이 되는 양말을 의미하지만 그 유래와 전통에 따라 다르게 분류하고 착용하며 그 길이, 색상, 패턴, 디자인, 기능, 재질에 따라 다시 제품명으로 분류한다. 스타킹은 여성에 의해 기능과 패션아이템, 미적인 감각에 맞추어 구매 후 착용하며, 겨울엔 보온과 피부 보호 목적으로 착용하기도 한다.
남성용 스타킹(Pantyhose for men)도 있다. 남성용 스타킹은 대부분 겨울에 경기를 하는 축구 선수들이 착용하며, 배구, 야구, 농구 등의 다른 경기에서 뛰는 선수들은 무릎까지 올라오는 운동용 스타킹을 착용한다. 남성들의 경우에는 남자 중학교 (남중, 男中)나 남자 고등학교 (남고, 男高)에서 겨울에 팬티호스 스타킹을 신고 오기도 하며 군인들도 행군시나 혹한기에 착용하기도 한다.
과거에는 편물이나 면을 가지고 수제작하다가 방직기술이 산업화되면서 가늘어 손으로 다루기 힘든 폴리에스테르,나일론,라텍스로도 만들게 되었다. 나일론의 발명 초기엔 자동차의 견인에도 쓰일 만큼 질기다하여 인기를 얻었는데 100% 나일론은 마찰 시 고열로 화상의 위험이 있어 그 비율과 함유량을 다시 조절하여 고급화되었다.
현재 여성에게 있어서 격식을 차리는 장소에서는 항상 착용하게 되어 있다. 그 때문에 하이힐과 더불어 여성용 정장에 포함되는 품목 중 하나이다. 종류는 바디스타킹, 팬티 스타킹, 밴드 스타킹, 망사 스타킹 등이 있고, 색상은 100,90,80,70,60,50,40,30,20,10데니아는 비둘기색, 회색, 커피색, 검은색, 살구색, 아이보리, 흰색 박색, 갈색, 자주색, 보라색, 흰색, 군청색 등이 잘 알려져있고 원색계열의 파랑이나 노랑, 초록, 분홍색, 형광색 등의 색상이나 새로운 색상도 계속 디자인하여 출고되고 있다. 또한 스타킹을 오랫동안 신으면 무좀과 발냄새가 심하게 된다. 스타킹은 쉽게 찢어져서 일회용처럼 사용된다.

## 역사

### 스타킹의 기원

스타킹을 착용한 루이 14세

현대 여성들의 주요 패션소품이지만, 본래는 남성이 다리를 보호하기 위해 착용하던 가죽덮개에서 유래된 남성의 전유물이었다. 중세 유럽에서는 갑옷을 입기 전에 속에 스타킹을 신어서 갑옷이 피부를 상하게 하는 것을 방지했다. 4세기경 성직자들은 무릎 위까지 올라오는 하얀 스타킹을 신었으며, 7세기 무렵 프랑스의 상류층 남성들 사이에선 화려하게 금실로 수놓은 스타킹이 유행했다. 여성들이 스타킹을 착용하기 시작한것은 14세기 무렵이다. 그전에는 유럽의 여성들은 맨발을 드러내 놓는 걸 법으로 금지시켰기 때문에, 여성들은 양말만을 신었다.
1589년 영국의 목사 L.윌리엄이 양말 짜는 기계를 발명하면서부터 상류층 여성들도 애용하게 되었고, 17세기 말, 비단 대신 면사와 모사로 짠 제품이 양산되면서 널리 알려지기 시작하였다. 스타킹이 여성복으로 자리잡은 이후에는 착용한 의상의 색상에 맞추어 스타킹을 착용함으로써 스타일에 완성하는 목적으로 제작되어 착용되고있다. 피부가 살짝 비치는 스타킹은 1920년대에 개발 되어 실크를 대체하면서 건강미를 완전히 감추지 않는다하여 큰 인기를 끌었다. 20세기 초에는 레이온 등으로도 만들었다.

### 나일론 스타킹
스타킹이 대중화된 시기는 20세기 최고 발명품의 하나로 평가받는 나일론이 개발된 이후부터였다. 1935년 듀폰사가 발명한 합성섬유 나일론은 가늘고 가볍고 저렴하고 탄력성, 신축성, 보온성이 우수하며 부드러워 촉감이 좋은데다가 대량 생산이 가능했다. 1940년 5월 15일, 나일론 스타킹이 처음 시판된 백화점 앞에는 사람들이 장사진을 이루었고, 4백만 켤레가 금세 동이 나는가 하면, 간신히 스타킹을 구입한 여성들이 기뻐하며 즉석에서 치마를 걷어 올리고 신어 보는 진풍경이 벌어지기도 했다. 초기 출시 제품의 가격은 실크 스타킹보다 값이 2배나 비쌌지만, 한 해 동안에는 6400만 켤레가 팔려나갈 정도로 큰 인기를 누렸다.
실크 스타킹에 비해 얇고 투명한 것이 특징이어서, 바로 이때부터 여성들이 다리털을 밀기 시작했다는 설이 있다. 제2차 세계대전이 발발하자 낙하산과 타이어, 밧줄과 텐트 등의 군수품 제조에 나일론이 사용되는 바람에, 나일론 스타킹을 비롯한 기타 제품의 생산이 잠시 중단되는 일이 발생했다. 어떤 여성들은 낙하산 제조에 이용해 달라며 가지고 있던 나일론 스타킹을 국가에 헌납하기도 했다. 
제2차 세계대전이 끝나고, 여성들은 다시 나일론 스타킹을 살 수 있게 되었다. 1950년대 후반, 듀폰사는 라이크라(Lycra)라는 또 다른 합성섬유를 개발했다. 라이크라(Lycra)는 7배나 늘어났다가 아무런 손상 없이 원상태로 돌아올 정도로 신축성이 뛰어났다. 1940년대와 1950년대에는 배우이자 무용수인 앤 밀러(Ann Miller)를 시작으로 무용수들이나 배우들이 스타킹을 착용하기 시작하였으며, 영화 대디 롱 레그(Daddy Long Legs)에서도 보이기 시작하였다.

### 팬티 스타킹
1953년에는 글렌 레이븐 사(Glen Raven)의 알렌 갠트(Allen Gant Sr)가 "팬티 레그(Panti-Legs)"라는 이름의 상품을 개발하였으나 1959년까지 상품화시키지를 못했다.. 1959년에 팬티 스타킹이 소개되고 나서는 기존의 스타킹을 빠르게 대체할 수 있었다. 1960년대에 생산방식의 개선으로 팬티 스타킹의 가격이 더욱 저렴해지고, 탄력성이 더욱 향상되었으며, 더욱 착용이 편리하게 되었다. 또한 미니스커트의 등장으로 롱스타킹의 제조량이 늘기도 하였다. 1970년에 미국에서 팬티 스타킹의 판매량이 기존의 스타킹의 판매량보다 많아지면서 지금까지도 유지되고 있다.
팬티 스타킹의 인기로 스타킹은 1970년대에서 1980년대를 걸쳐서 의상에 있어서 주요한 부분으로 자리잡았다. 그러다가 1995년경부터 스타킹에 대한 판매량이 감소세가 관찰되기 시작하였는데, 원인으로는 스타킹이나 양말을 신지 않는 것에 대한 부정적 사회적 시선과 인식의 감소로 볼 수있으며, 직장에서의 완화된 복장규정이 두 번째 원인이라고 할 수 있다. 또한 스타킹이 쉽게 닳거나 찢어지는 것도  영향을 준 것으로 보인다.
그 사이 바지나 레깅스같은 제품들이 선보이고 있기도 하다. 각각 나름의 영역을 구축하고 있지만 스타킹이 주는 매력과는 차별점이 보인다. 화장실에 갈 때나 성적(性的)인 목적에서 다른 것보다 쉽게 탈의하거나 착용할 수 있어 과거 프랑스에선 여성 자신들의 성자유성을 뜻하게 되어 크게 유행하였다가 그것이 귀족들에게 즉석적인 성을 판매할 의향이 있는 것으로 오인되면서 여성 문학가들이 스타킹 착용을 반대하기도 하였다. 잠깐 동안이지만은 스타킹은 프랑스에서 성을 판매하는 사회적 표식으로 사용되었다.

### 한국 내 생산

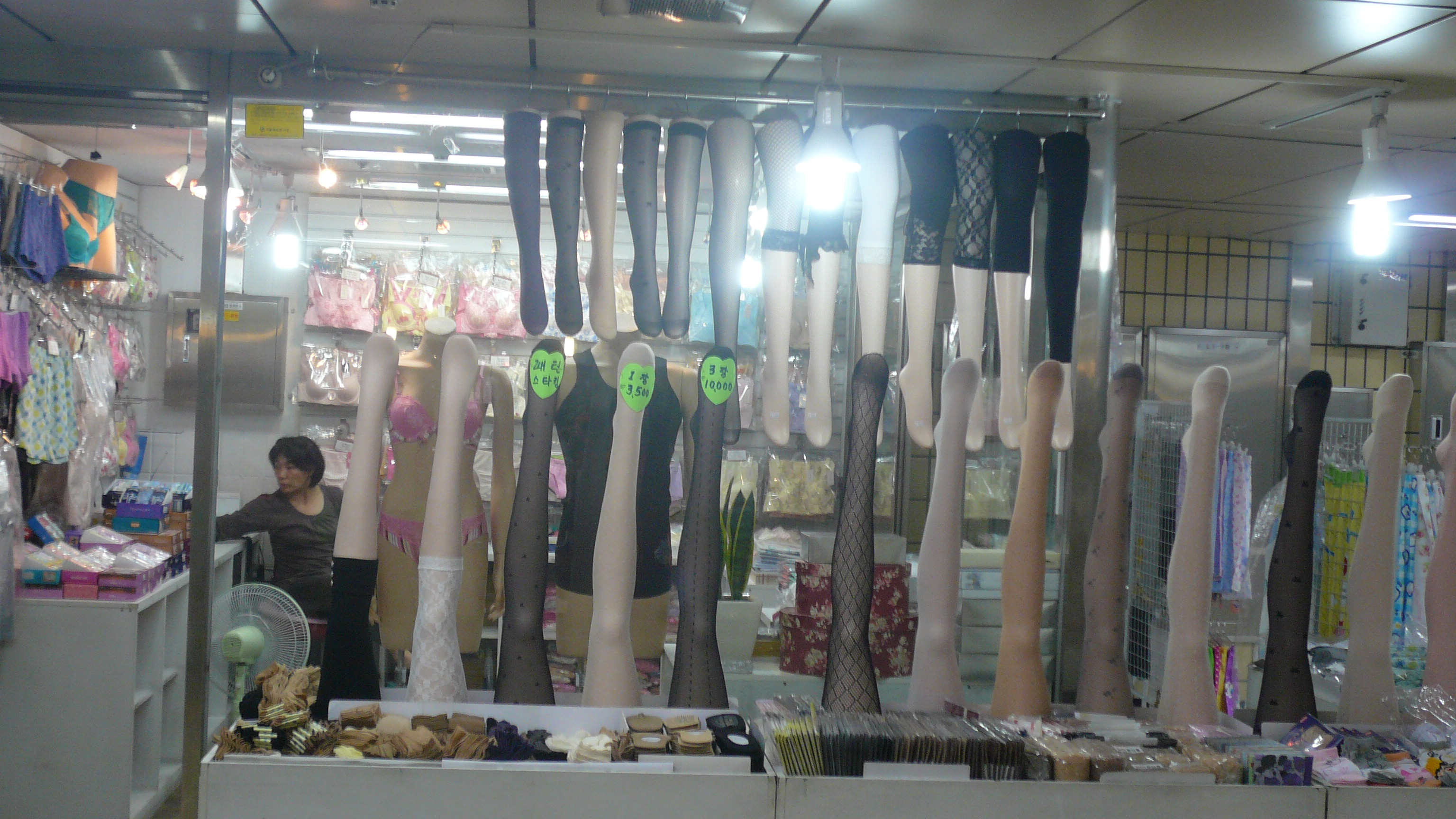
스타킹 전시와 판매

한국에서 스타킹이 처음 생산된 것은 1950년대 말로, 남영비비안이 1959년 국내 최초로 무궁화라는 상표명을 단 스타킹을 자체 생산하면서부터였다. 1963년에는 종아리, 허벅지까지 오는 스타킹이 아닌 팬티스타킹 형태가 처음으로 생산됐는데, 이 팬티스타킹은 1970년대 초반 미니스커트 열풍이 불면서 크게 유행했다.

## 다른 용도
과거에는 자동차의 팬 벨트가 끊어졌을 때 응급조치 및 팬 벨트 대용으로 사용되기도 하였다. 제2차 세계 대전 당시의 미국에서는 여성용 스타킹으로 군용 낙하산을 만들어 사용하기도 했다.

## 스타킹을 소재로 한 작품

### 노래
- 바운스의 스타킹

- 장윤정의 스타킹

## 같이 보기
- 페티시즘
- 가터
- 레깅스
- 타이츠
- 팬티 스타킹